# Ned Beauman
Pour l’article homonyme, voir Beauman.
Ned Beauman, né en 1985 à Londres, est un écrivain britannique.

## Biographie
Né en 1985 à Londres, Ned Beauman est considéré comme l’un des prodiges de sa génération sur la scène littéraire anglo-saxonne. 
L'Accident de téléportation, sélectionné pour le Booker Prize et adoubé par la revue Granta, a été traduit en 2015 par Catherine Richard pour les éditions Joëlle Losfeld. Glow son troisième roman, est publié en 2017 chez le même éditeur.

## Œuvres
- (en) Boxer, Beetle[1], 2010
- L'Accident de téléportation[2], Joëlle Losfeld, coll. « Littérature étrangère », 2015 ((en) The Teleportation Accident[3], 2012), trad. Catherine Richard, 350 p.  (ISBN 978-2-07-252837-8)
- Glow, Joëlle Losfeld, coll. « Littérature étrangère », 2017 ((en) Glow[4],[5], 2014), trad. Catherine Richard-Mas, 306 p.  (ISBN 978-2-07-258755-9)
- (en) Madness Is Better Than Defeat, 2017
- Poisson poison, Albin Michel, coll. « Imaginaire », 2025 ((en) Venomous Lumpsucker, 2022), trad. Gilles Goullet, 384 p.  (ISBN 978-2-226-49361-3)Prix Arthur-C.-Clarke 2023